# الله أباد ابوسعيدي (اسماعيلي كرمان)
الله أباد ابوسعیدي (بالفارسية: الله‌آباد ابوسعیدی) هي قرية تقع في إيران في ناحية إسماعيلي. يقدر عدد سكانها بـ 216 نسمة بحسب إحصاء 2016.